# Люстр
Люстр, люстра́ции (от лат. lustratio — очищения посредством жертвоприношений, pl.) — римский очистительный обряд, совершавшийся цензором по окончании переписи, а также — 5-летний срок между переписями.
Первоначально люстрацией называлась очистительная жертва богам из свиньи, овцы и быка (suovetaurilia), которую приносил царь, а затем цензор на Марсовом поле по окончании переписи. По преданию, впервые её совершил царь Сервий Туллий по окончании первой переписи населения в 566 г. до н. э. После свержения царей переписи производили консулы, в 443 г. до н. э. стали назначаться цензоры. В некоторых случаях перепись происходила без люстраций, но в таком случае это считали причиной бедствий, впоследствии обрушивавшихся на Рим (так произошло с переписями 459 и 214 гг. до н. э.)
Поначалу люстр имел и календарное значение, поскольку при 304-дневном раннем римском годе шесть римских лет примерно совпадали с пятью солнечными. Для того, чтобы убрать накопившуюся ошибку, каждый 11-й люстр вставляли 13-й месяц мерцедоний из 24-х дней.
Последний торжественно проведённый люстр в Риме был совершён императором Веспасианом в 74 г. н. э.